# David Thomas (musicista)
David Thomas (Miami, 14 giugno 1953 – Brighton & Hove, 23 aprile 2025) è stato un cantante statunitense, front man e mente creativa dei Pere Ubu, band seminale per lo sviluppo della new wave e dell'alternative rock.

## Biografia
Lacerato da complessi paranoici e pulsioni schizofreniche, da cui cerca di fuggire nella sua "vita parallela" di Testimone di Geova, è stato un profondo innovatore nello stile di canto, stridulo e disperato, con cui ha espresso il suo sentimento di alienazione.
Nato a Miami nel 1953, dal 1972 è un critico rock sotto lo pseudonimo di Crocus Behemoth. Nello stesso periodo comincia a frequentare l'ambiente dell'Hard rock del middle east (MC5, Stooges) e canta nei Rocket From The Tombs. Nel 1975 a Cleveland forma i Pere Ubu insieme a Peter Laughner (morto poi nel maggio 1977 per un'overdose a soli 24 anni); la band deve il suo nome all'Ubu Roi del commediografo francese Alfred Jarry, di cui Thomas incarna la maschera grottesca durante le esibizioni dal vivo della band.
Nel corso degli anni ottanta ha ulteriormente sfogato la sua bizzarra visione musicale in una sua carriera solista, parallela a quella dei Pere Ubu, oltre ad alcuni lavori con i Two Pale boys.

## Discografia

### Album in studio
David Thomas & the Pedestrians:
- 1981 - The Sound of the Sand & Other Songs of the Pedestrian
- 1983 - Variations on a Theme
- 1985 - More Places Forever

David Thomas & the Wooden Birds:
- 1986 - Monster Walks the Winter Lake
- 1987 - Blame the Messenger

David Thomas & Foreigners:
- 2000 - Bay City

David Thomas & Two Pale Boys:
- 1996 - Erewhon
- 2001 - Surf's Up!!
- 2004 - 18 Monkeys on a Dead Man's Chest

David Thomas & The Pale Orchestra:
- 1999 - Mirror Man

### EP
- 1981 - Vocal Performances

### Compilation
- Monster

### Live
David Thomas & His Legs:
- 1982 - Winter Comes Home